# Supergaolyckan
Supergaolyckan var en flygolycka som inträffade den 4 maj 1949 utanför Turin i Italien. Inuti flygplanet satt spelarna i fotbollslaget Torino FC med tränare och ledare samt några journalister, samtliga ombord, 31 personer, omkom. 
Torino ansågs vara dåtidens bästa italienska klubblag och sannolikt ett av världens bästa klubblag i tiden alldeles efter det andra världskriget. Klubbens spelare utgjorde också stommen av det italienska landslaget i denna perioden. Klubben gick under namnet Il Grande Torino (Det stora Torino). Torino FC var på väg tillbaka till Turin efter att ha spelat en vänskapsmatch mot SL Benfica i Lissabon, när man möttes av dåligt väder vid inflygningen mot Turins flygplats. Dåligt väder kombinerat med fel på höjdmätaren gjorde att flygplanet havererade i Supergakyrkan alldeles utanför Turin.
Tragedin upplevdes mycket starkt i dåtidens Italien, som fortfarande var starkt präglat av återuppbyggnad efter andra världskrigets härjningar. Begravningen följdes av nästan en miljon människor.

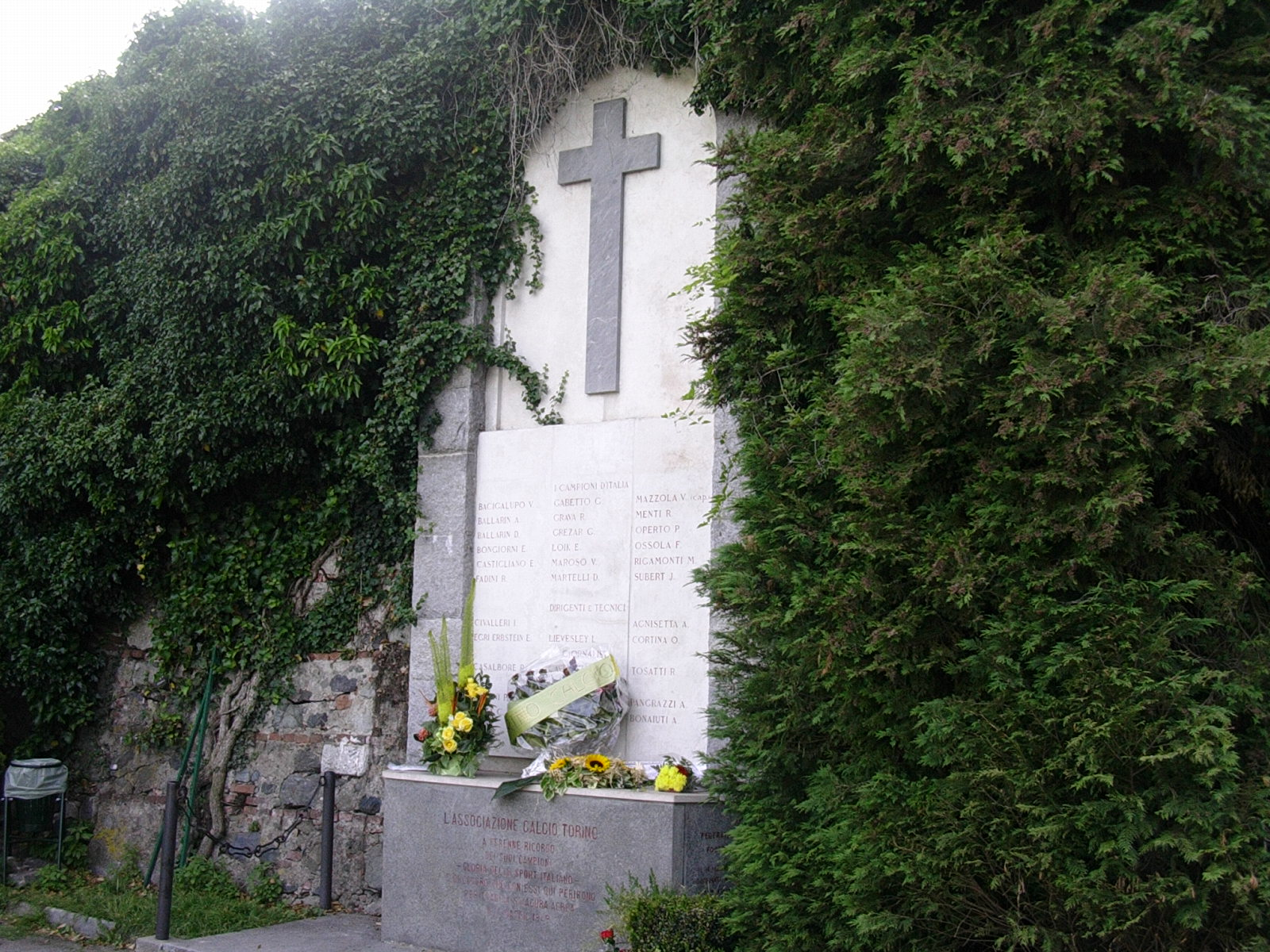
Minnesplats för Supergaolyckan.